# Jiří Branžovský
Jiří Branžovský (11. července 1898 Houštka – 17. února 1955) byl československý politik a meziválečný poslanec Národního shromáždění za Národní obec fašistickou.

## Biografie
Narodil se do rodiny operního pěvce Josefa Branžovského a jeho manželky Milady, rozené Schmerhovské. Profesí byl advokát. Podle údajů z roku 1935 bydlel v Praze.
V roce 1922 se podílel na založení nacionalistického Klubu červenobílých. Počátkem 30. let patřil mezi členy a sponzory Národní obce fašistické. Před rokem 1935 se angažoval okolo politické skupiny Arijská fronta, která hodlala sjednotit extrémně nacionalistické české, německé i maďarské skupiny v Československu. Po jistou dobu se Arijské frontě dařilo skutečně získat vliv mezi Němci, zejména v Brně, z řad stoupenců rozpuštěné DNSAP.
Po parlamentních volbách v roce 1935 se stal za Národní obec fašistickou poslancem Národního shromáždění. Poslanecké křeslo si oficiálně podržel do zrušení parlamentu roku 1939, přičemž krátce předtím ještě v prosinci 1938 přestoupil do nově vzniklé Strany národní jednoty.